# ローラ・T89/00
ローラ・T89/00（Lola T89/00）は、ローラが設計・製造したオープンホイールレーシングカーである。1989年のインディカー・シーズンで使用された。ボビー・レイホールが1勝、マイケル・アンドレッティ、アル・アンサーJr.が2勝を挙げるなど合計5回の優勝と、アンドレッティが2回、アンサーJr.が1回と合計3回のポールポジションを記録。主にフォード・コスワース DFXの他に、ビュイック・インディV6を搭載していた。